# Афродита кротоподібна
Афродита кротоподібна (Aphrodita talpa) є морським бродячим поліхетом, що зустрічається переважно поблизу Австралії та Нової Зеландії.